# Friedrich Kerr
Friedrich Kerr (ur. 2 kwietnia 1892 w Leopoldstadt, zm. 9 października 1974 w Wiedniu) – austriacki piłkarz, grający na pozycji obrońcy, trener piłkarski.

## Kariera piłkarska

### Kariera klubowa
Występował w Wiener AC i Hakoah Wiedeń.

### Kariera reprezentacyjna
W latach 1916–1918 bronił barw narodowej reprezentacji Austrii.

## Kariera trenerska
W 1921 trenował Hakoah Wiedeń. W 1924 stał na czele Hasmonei Lwów, a w 1927 objął prowadzenie Stuttgarter Kickers. Od 1930 do 1932 prowadził reprezentację Estonii. Potem powrócił do pracy w Stuttgarter Kickers, ale tak jak Kerr był wiary żydowskiej, przez co został zastąpiony przez byłego gracza reprezentacji kraju Adolfa Höschle. Powodem tej decyzji było oświadczenie, podpisane w dniu 9 kwietnia 1933 przez czołowe południowoniemieckie kluby, według którego zobowiązali się do wyłączenia Żydów i marksistów z klubów. Potem trenował kluby z Francji i Szwajcarii FC Aarau, Racing Strasbourg, FC Mulhouse i Lausanne Sports. W 1951 ponownie wrócił do Stuttgarter Kickers. Od 1952 do 1954 kierował szwajcarskim FC Sankt Gallen. Ostatnim klubem był po raz trzeci FC Aarau, w którym pracował do 1955 roku.
9 października 1974 zmarł w Wiedniu.